# Romulea triflora
Romulea triflora är en irisväxtart som först beskrevs av Nicolaas Laurens Nicolaus Laurent Burman, och fick sitt nu gällande namn av Nicholas Edward Brown. Romulea triflora ingår i släktet Romulea och familjen irisväxter. Inga underarter finns listade i Catalogue of Life.